# MAXIMUM II
『MAXIMUM II』（マキシマム・ツー）は、日本の女性ダンス・ボーカルグループMAXの2枚目のオリジナルアルバムである。

## 内容
- ヒットしたシングル3枚が収録された2ndアルバム。
- 初回限定盤のみ特殊パッケージ（三方背BOX）仕様、MAX特製飛び出すカレンダーカード封入。
- 100万枚以上を売り上げ、第12回日本ゴールドディスク大賞ポップ・アルバム・オブ・ザ・イヤーを受賞。
- 2012年3月21日、「エイベックス創業25周年カウントダウンイヤー企画第1弾」として、「マスターピース・シリーズ」紙ジャケットで再リリースされた。

## 収録曲
カッコ内はオリジナル楽曲のタイトルとアーティスト。
1. Easy Easy
作詞：森浩美 / 作曲：石塚知生 / 編曲：上野圭市
2. Give me a Shake
作詞：えびね遊子 / 作曲：星野靖彦 / 編曲：上野圭市
6thシングル。
3. HARMONY (HARMONY / VALENTINA)
作詞：森浩美 / 作曲：GROOVE SURFERS / 編曲：星野靖彦
4. I will
作詞：森浩美 / 作曲・編曲：上野圭市
8thシングルのカップリング曲。
5. Really love me
作詞：えびね遊子 / 作曲：日高智(GTS) / 編曲：日高智(GTS)、上野圭市
6. Love is Dreaming (First kiss / MAIZURAH)
作詞：えびね遊子 / ラップ詞：MOTSU / 作曲：JOEY CARBONE・JEFF CARRUTHERS / 編曲：上野圭市
7thシングル。
7. ENDLESS LOVE (ENDLESS LOVE / MELODY)
作詞：森浩美 / 作曲：FUNKY BROTHERS / 編曲：星野靖彦
8. I'll be with you
作詞：えびね遊子 / 作曲：五十嵐充 / 編曲：岩田雅之
9. Nobody else
作詞：小林和子 / 作曲：GROOVE SURFERS / 編曲：日高智(GTS)
10. Shinin' on - Shinin' love
作詞：森浩美 / 作曲・編曲：上野圭市
8thシングル。
11. Wonderland (Be good to me / MAIZURAH)
作詞：えびね遊子 / 作曲：JOEY CARBONE・JEFF CARRUTHERS / 編曲：上野圭市
7thシングルのカップリング曲。
12. Forever Song
作詞：森浩美 / 作曲：桑原秀明 / 編曲：上野圭市
13. Give me a Shake (deep club remix)
リミックス：TWO-B-FREE(RISE)
ボーナストラック。